# Partido del Respeto

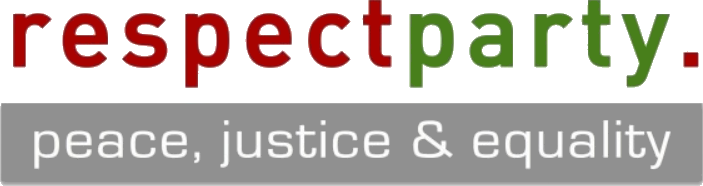
Logo de Respect

Respect - The Unity Coalition fue un partido político británico de izquierda fundado el 25 de enero de 2004 en el contexto de un creciente rechazo por parte de sectores de la sociedad británica y especialmente de la izquierda, respecto a la política del gobierno de Tony Blair en Irak. El nombre del partido era el acrónimo en inglés de Respeto, Igualdad, Socialismo, Paz, Ambientalismo, Comunidad y Sindicalismo (RESPECT: respect, equality, socialism, peace, environmentalism, community and trade unionism).
La militancia y apoyo del partido provenía de diversos partidos socialistas preexistentes, laboristas desilusionados con la línea oficial del Partido Laborista así como de asociaciones musulmanas.
Algunos de sus miembros más conocidos eran George Galloway, el único parlamentario de la formación y el director de cine Ken Loach que formó parte de su directiva. También tuvo el apoyo, hasta su fallecimiento, del Premio Nobel de Literatura de 2005 Harold Pinter.
A nivel europeo el partido estaba afiliado a la red de la Izquierda Anticapitalista Europea.

## Resultados electorales
| Comicios | # de votos   | % de votos | Escaños |
| -------- | ------------ | ---------- | ------- |
| 2005     | 68 094 (#13) | 0,3%       | 1/646   |
| 2010     | 33 251 (#14) | 0,1%       | 0/650   |
| 2015     | 9 989 (#17)  | 0,0%       | 0/650   |